# Algráfia
Az algráfia vagy alumíniumnyomás, aluminográfia síknyomó grafikai eljárás.
Az algráfia hasonlít a litográfiához, de a nyomtatás nem kőről vagy cinkről, hanem vékony, könnyen kezelhető alumíniumlemezről történik. A mainzi Joseph Scholtz 1892-ben találta fel. A feltaláló külön rotációs gépet is szerkesztett az alumíniumlapokról való nyomtatáshoz, ami egy óra alatt több ezer példány sokszorosítását tette lehetővé. Az alumíniumlemezt használatba vétel előtt terpentinolajos lemosással zsírtalanítják, azután vízben oldhatatlan, vastag alumíniumsós réteget állítanak elő rajta, ami Scholtz eredeti eljárása szerint így készül: először foszforsav vagy fluorsav oldatával többször megnedvesítik a lemezt. A keletkező sóréteget mosogatni kell, hogy a felesleges savrészeket eltávolítsák, és amit nem sikerül kimosni, azt timsóoldattal közömbösítik. Ekkor megszárítják a lemezt, és átnyomják rá a rajzot, majd 25 gramm csersav, 8 gramm foszforsav, 130 gramm gumiarábikum és 837 gramm víz keverékével vékonyan bevonják. Ekkor lehet a lemezről nyomtatni. Az alumíniumlemezen tollal, krétával is dolgozhatott a nyomdász, de vigyáznia kellett, nehogy ráleheljen a rajz felületére. Ezért a nyomdászok kis kartonlapocskát tartottak a szájuk elé.
Az algráfiás nyomtatás nehezen hódított teret, hiszen a munkafolyamatok bonyolultak, az elkészült nyomatok rajzai pedig erőtlenek voltak.
Az eljárás különösen alkalmas művészi, térképészeti, fotolitográfiai, és merkantilis litográfiai munkák nyomtatására. A technikát Magyarországon művészi tökéletességre Paszka Kornélia fejlesztette.